# 가미카와치정
가미카와치정(일본어: 南河内町)은 일본 도치기현 중앙부에 위치하여 가와치군에 속했던 정이다. 2007년 3월 31일 가와치정과 함께 우쓰노미야시로 편입되었다.

## 역사
- 1889년 4월 1일 - 정촌제 시행과 함께 하구로촌, 기누시마촌이 성립하였다.
- 1995년 4월 1일 - 하구로촌, 기누시마촌이 합병해 가미카와치촌이 되었다.
- 1994년 7월 1일 - 정으로 승격해 가미카와치정이 되었다.
- 2004년 7월 1일 - 정으로 승격 10주년을 맞이하였다.
- 2007년 3월 31일 - 가와치정과 함께 우쓰노미야시로 편입 합병되었다.

## 교통

### 도로
- 국도 제293호선